# Granaatkolibrie
De granaatkolibrie (Eulampis jugularis) is een vogel uit de familie Trochilidae (kolibries).

## Verspreiding en leefgebied
Deze soort is endemisch op de Kleine Antillen, een eilandengroep in de Caribische Zee.